# Придані підрозділи
Придані підрозділи — практика в Збройних силах України, що полягає у передаванні керівництва бойовим підрозділом командуванню суміжного підрозділу до якого частина була додана. У навчальному посібнику із загальної тактики сказано:

«Придані сили й засоби — це підрозділи і частини які переходять у тимчасове підпорядкування командирів загальновійськових з'єднань, частин і підрозділів для їхнього підсилення при виконанні поставлених бойових завдань. Вихід приданих сил і засобів із підпорядкування здійснюють за вказівкою старшого начальника».
Негативними наслідками використання приданих підрозділів є провалені бойові операції та необґрунтовані втрати. На думку військового блогера Дениса Янгола, "практика використання"приданих сил" заважає ефективному виконанню бойових завдань".

## Причини
Як пише військовий блогер Денис Янгол, причини такого явища полягають у кількох факторах:
| Текст вилучений зі статті через підозру в порушенні авторських прав |
| --- |
| Текст, що раніше перебував на цій сторінці, запідозрено в порушенні авторських прав на текст із таких джерел: https://censor.net/ua/blogs/3438640/pro_vikoristannya_pridanih_sil Дата, коли було знайдено порушення: 16 серпня 2025. Тому, хто повісив цей шаблон: На сторінку обговорення користувача, який розмістив цю статтю, варто додати повідомлення {{subst:nothanks cv\|Придані підрозділи\|url=https://censor.net/ua/blogs/3438640/pro_vikoristannya_pridanih_sil. |
| До уваги користувача, який розмістив цю статтю Не редагуйте статтю зараз, навіть якщо ви збираєтеся її переписати. Дотримуйтесь вказівок нижче. - Якщо власник авторських прав на зазначений вище матеріал дозволяє використовувати його на умовах GNU FDL без незмінюваних секцій та Creative Commons із зазначенням автора / розповсюдження на тих самих умовах, будь ласка, сповістіть про це на сторінці обговорення цієї статті. - Якщо правовласником є ви, додайте на зазначеному вище ресурсі примітку: «Матеріали дозволено використовувати на умовах GNU FDL без незмінюваних секцій та Creative Commons із зазначенням автора / розповсюдження на тих самих умовах». - Якщо дозволу на використання цього матеріалу немає, будь ласка, зробіть одне з двох: 1. Напишіть хоча б гарний накид статті на цій підсторінці. Зверніть увагу: не треба копіювати текст, що порушує авторські права, на зазначену підсторінку й редагувати його. Якщо ви взялися за написання нової статті, не забудьте сповістити про це на сторінці обговорення. 2. Залиште все як є, і тоді статтю буде вилучено. У випадку, якщо новий текст написано не буде, цю статтю буде вилучено через тиждень після появи цього попередження (детальніше див. документацію шаблону). Вихідний текст цієї статті з можливим порушенням копірайту можна знайти в історії змін. Зверніть увагу, що розміщення у Вікіпедії матеріалів, автор яких не надав явного дозволу на їхнє використання відповідно до ліцензії GNU FDL без незмінюваних секцій та Creative Commons із зазначенням автора / розповсюдження на тих самих умовах, може бути порушенням законів про авторське право. Користувачів, які додають до Вікіпедії такі матеріали, може бути тимчасово позбавлено права редагувати статті. Попри все, ми завжди раді вашим оригінальним статтям. Дякуємо. Цю сторінку внесено до категорії Вікіпедія:Можливе порушення авторських прав. |

## Застосування
Про застосування приданих підрозділів, як один із факторів провалу оборони Збройних Сил України на куп'янському напрямку, що призвів до виходу противника на берег Осколу, повідомляв волонтер і блогер Сергій Стерненко у відео від 30 жовтня 2024 року[неавторитетне джерело].
«Придані підрозділи. Некомплект, командири не розуміють свою роль і місце в бойовому порядку на рівні батальйон — рота» — передавали учасники оборони.
Критикує практику застосування «приданих» підрозділів і командир штабу бригади Національної Гвардії України «Азов» Денис Прокопенко:
«Окремою проблемою є „придані“ підрозділи — коли бригади посилюють військовими з інших підрозділів. Через це страждає рівень злагодження між уже усталеним колективом і новими бійцями, а командири бережуть власний колектив більше за „приданих“ бійців.»

## Коментар Генерального Штабу ЗСУ
6 листопада 2024 року речник Генерального Штабу капітан Дмитро Лиховий в інтерв'ю Defense Express пояснив використання так званих «приданих підрозділів» тим, що
« до таких „логічних та внормованих статутом способів“ вдаються через загрозу втрати позицій та рубежів, саме тому на них переводяться „окремі батальйони інших військових частин“ з незатакованих ділянок».

## У мистецтві
У січні 2025 року український рок-гурт MusikLand випустив композицію «Придані сили», де описується трагічний випадок на фронті через використання приданих підрозділів[неавторитетне джерело].